# Victoire av Frankrike

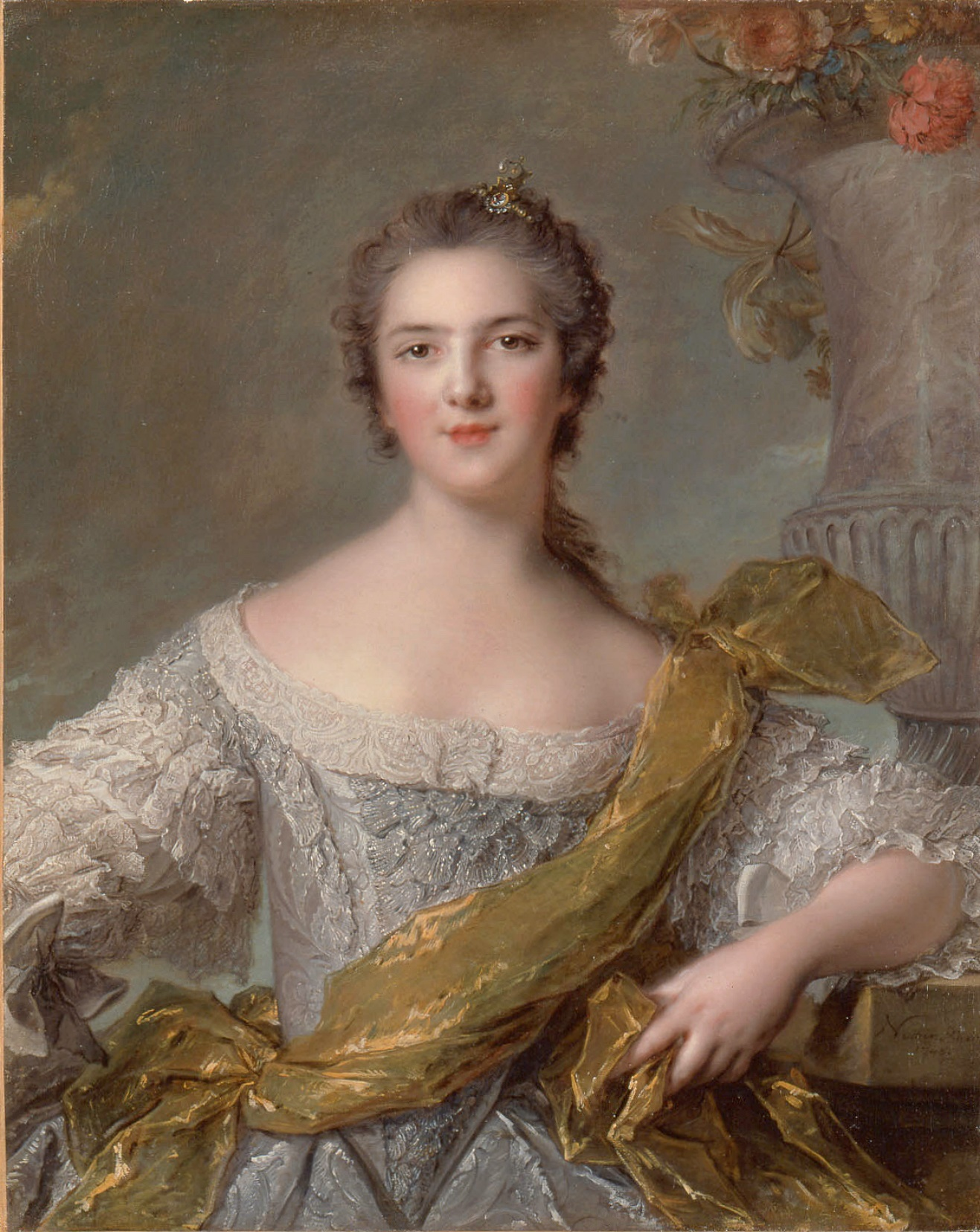
Victoire av Frankrike, målad av Jean-Marc Nattier 1747.

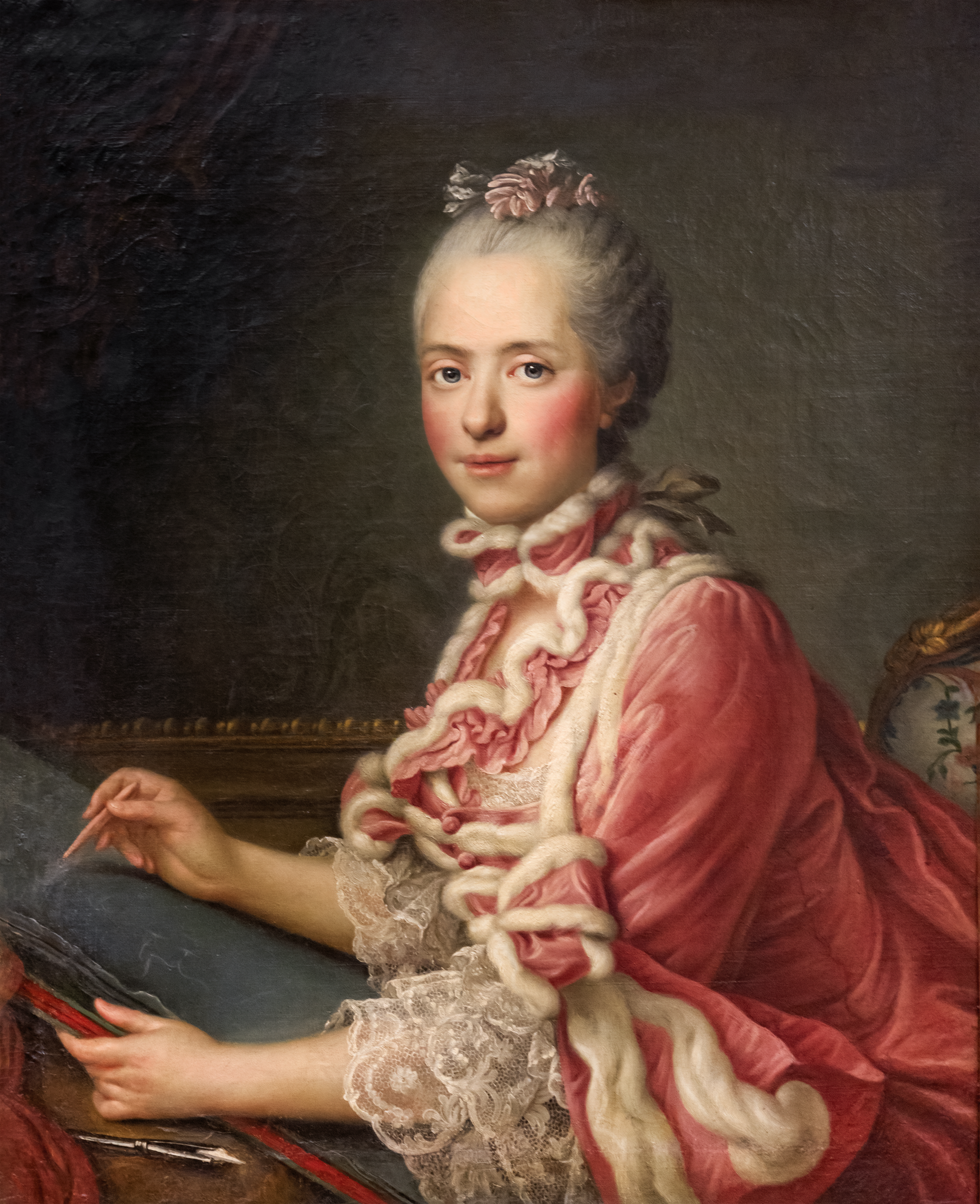
Victoire av Frankrike som en allegori av vatten 1760 av François-Hubert Drouais.

Marie Louise Thérèse Victoire av Frankrike, född 11 maj 1733 i Versailles, Frankrike, död 7 juni 1799 i Trieste, Italien, var en fransk prinsessa, dotter till kung Ludvig XV av Frankrike och Marie Leszczyńska. Hon var som fjärde dotter känd som Madame Quatrième ('Den fjärde damen') och senare som Madame Victoire.

## Biografi

### Tidigt liv
Victoire blev liksom Ludvig XV:s övriga fyra yngsta döttrar från år 1738 av ekonomiska skäl uppfostrad i Fontevraudklostret. 
År 1748 skrev hon till sin far och bad framgångsrikt om tillstånd att få återvända till hovet; två år senare kunde även hennes systrar Sophie och Louise följa efter. Systrarna hade fått en dålig skolning i klostret, men ska ha studerat ivrigt vid sin återkomst. 
Victoire ansågs vara den vackraste av de tre yngsta systrarna. Hon beskrivs som utåtriktad men snäll och gladlynt och ska ha varit omtyckt vid hovet. Hon gifte sig aldrig. År 1753 blev Spaniens drottning Barbara av Portugal svårt sjuk och troddes vara döende, och det framlades då ett förslag om att hon skulle gifta sig med kung Ferdinand VI av Spanien om han skulle bli änkling; när Barbara tillfrisknade avbröts dock planerna. 
Vid hovet bildade hon tillsammans med sina systrar den grupp som kollektivt kallades Mesdames, och som blev kända för sina hovintriger mot sin far kungens mätresser, Madame de Pompadour och Madame du Barry. När deras brorson kronprins Ludvig år 1770 gifte sig med Marie-Antoinette försökte Mesdames tillsammans att påverka Marie Antoinette att medverka i sin kampanj mot Madame du Barry, vilket slutligen misslyckades 1772 och ledde till en brytning mellan Mesdames och Marie-Antoinette. 

### Ludvig XIV:s regeringstid
När Ludvig XV insjuknade i smittkoppor 1774 vårdades han till sin död av Mesdames, som själva fick men tillfrisknade från sjukdomen. Systrarnas brorson Ludvig XVI tillät Mesdames att behålla sin våning vid hovet, men de miste sitt inflytande och tillbringade sin mesta tid på sitt eget slott Bellevue. I Mesdames salong samlades den adliga oppositionen mot Marie-Antoinette, och därifrån spreds många av de rykten om drottningen som piskade upp stämningen hos allmänheten inför revolutionen. Tillsammans företog systrarna många resor omkring Frankrike, vilka kritiserades för sina höga omkostnader. 1782 avled hennes syster Sophie. 
De två kvarvarande Mesdames, Victoire och Adélaïde, var närvarande vid kvinnotåget till Versailles efter franska revolutionens utbrott 1789. De lämnade slottet tillsammans med resten av hovet när kungafamiljen på demonstranternas önskan fördes till Paris, men systrarnas vagn tilläts lämna processionen innan de nådde Paris, och bege sig till slottet Bellevue. 

### Exil
Den 20 februari 1791 lämnade systrarna Frankrike som protest mot sekulariseringslagarna mot kyrkan, med den efterlämnade ursäkten att de ämnade göra en pilgrimsfärd till Rom. De arresterades och kvarhölls under flera dagar i Arnay-le-Duc medan deras tillstånd att lämna landet debatterades i parlamentet, innan de slutligen fick tillstånd att avresa. 
De besökte sin brorsdotter, Sardiniens drottning Marie Clotilde i Turin, och anlände till Rom den 14 april. I Rom välkomnades de av påven och bodde i det palats till tillhörde den franska exilkardinalen de Bernis. När man först felaktigt trodde att flykten till Varennes hade lyckats, arrangerade Mesdames en fest för att fira kungaparets påstått lyckade flykt innan de fick veta att den hade misslyckats. 
När Italien år 1796 invaderades av det revolutionära Frankrike under Napoleon flydde de vidare till Neapel. Neapels drottning klagade där över deras krav att behandlas enligt den gamla franska hovetiketten. År 1799 invaderades kungariket Neapel av Frankrike. Neapels kungafamilj flydde till Sicilien, medan Mesdames evakuerades med en rysk båt via Korfu till Trieste, där Victoire avled i bröstcancer. Adélaïde avled året därpå. Systrarnas lik återfördes senare till Frankrike av Ludvig XVIII av Frankrike.
Victoire tillhör dem som har tillskrivits det berömda yttrandet "Låt dem äta kakor". 